# Maria Tomba
Maria Tomba (Verona, 3 de octubre de 2002) es una cantautora italiana.

## Biografía
Nacida en 2002 en Verona y criada en Lobia di San Bonifacio, Maria Tomba es hija de Luciana y Massimo Tomba, quien falleció después de una larga batalla contra una enfermedad incurable que duró quince años, cuando la cantautora tenía dieciséis años. Apasionada de la música desde niña, a los once años comenzó a tomar clases de canto y en los años siguientes estudió teatro y musicales, además de participar en el Zecchino d'Oro. Durante sus años de escuela secundaria tuvo sus primeras experiencias musicales como cantante en el grupo Sun School Band. A los catorce años comenzó a escribir sus primeras canciones y dos años más tarde participó en el Festival de Garda, saliendo ganadora.
En 2023 participó en la decimoséptima edición del concurso de talentos musicales X Factor, conducido por Francesca Michielin, donde formó parte del equipo de Fedez y quedó entre los cuatro finalistas. Durante el programa presentó la canción Crush, que anticipó el lanzamiento del primer EP del mismo nombre. En 2024 lanzó el sencillo Malefica.
En el mismo año participó en el concurso de canto Area Sanremo con Goodbye (voglio good vibes), canción que le permitió clasificarse entre los competidores de Sanremo Giovani, resultando en ser finalista y por lo tanto obteniendo la oportunidad de participar en el Festival Sanremo 2025 en la sección "Nuevas propuestas", donde luego fue eliminada en la semifinal que tuvo lugar durante la segunda noche del evento. El 14 de febrero del mismo año se lanzó su primer álbum, Requiem (per un sogno).

## Discografía

### Álbumes de estudio
- 2025 – Requiem (per un sogno)

### EP
- 2023 – Crush

### Sencillos
- 2023 – Crush
- 2024 – Malefica
- 2024 – Goodbye (voglio good vibes)

## Programas de televisión
- X Factor (Sky Uno, Now, TV8, 2023) - concursante

## Participación en eventos de canto
- Area Sanremo
  - 2024 – Seleccionado para Sanremo Giovani con Goodbye (Quiero buenas vibras)
- Festival de San Remo (Rai 1)
  - 2025 – No finalista en la sección "Nuevas propuestas" con Goodbye (voglio good vibes)
- Sanremo Giovani (Rai 1)
  - 2024 – Finalista de la decimoctava edición con Goodbye (voglio good vibes)